# Паспорт громадянина Швеції
Паспорт громадянина Швеції  — документ, що видається громадянам Швеції для здійснення поїздок за кордон.
Шведські паспорти видаються громадянам Швеції з метою міжнародних подорожей. Крім того, вони служать доказом шведського громадянства, вони сприяють процесу надання допомоги шведськими консульськими посадовими особами за кордоном або іншими державами-членами Європейського Союзу у разі відсутності шведського консульства, якщо це необхідно (кожен громадянин Швеції також є громадянином Європейського Союзу).
Звичайний шведський паспорт дозволяє вільно володіти правами на пересування та проживання в ЄЕЗ та Швейцарії, а також короткострокові візити без оформлення візи заздалегідь у більш ніж 130 інших країн.
Шведські паспорти видаються шведською поліцією, а заявки подаються в поліцейські відділення, оснащені паспортним терміналом для зйомки фотографій та відбитків пальців. Паспорти, видані з 1 жовтня 2005 року, є біометричними та дійсні протягом п'яти років.

## Зовнішній вигляд
Шведські паспорти, видані з 1 жовтня 2005 року є бордові, містять слова «EUROPEISKA UNIONEN» (Європейський союз), «SVERIGE» (Швеція) та «PASS» (Паспорт), написані у верхній частині передньої обкладинки. Шведський паспорт має стандартний біометричний символ, розташований під гербом, і використовує стандартний дизайн Європейського Союзу. Дипломатичні паспорти синього кольору з написом «DIPLOMATPASS» (Дипломатичний паспорт) та «SVERIGE» (Швеція).

## Візові вимоги для громадян Швеції
Станом на 2018 рік громадяни Швеції мають можливість відвідувати без візи в цілому 175 держав і територій. Згідно з Індексом обмежень візового режиму, шведський паспорт став 3-м у світі.